# Vans
Vans là nhà sản xuất giày trượt ván và trang phục liên quan của Mỹ, được thành lập tại Anaheim, California và thuộc sở hữu của VF Corporation. Công ty cũng tài trợ cho các đội lướt sóng, trượt ván trên tuyết, BMX và motocross. Từ năm 1996 đến 2019, công ty là nhà tài trợ chính cho lễ hội âm nhạc Warped Tour hàng năm.

## Lịch sử
Paul Van Doren; anh trai của ông, James; và Gordon C. Lee đã mở cửa hàng Vans đầu tiên với tên gọi "The Van Doren Rubber Company" vào ngày 16 tháng 3 năm 1966, tại 704 East Broadway ở Anaheim, California. Doanh nghiệp sản xuất giày và bán chúng trực tiếp cho công chúng. Khi mở cửa, mười hai khách hàng đã mua giày Vans (bây giờ được gọi là "Authentic"), tương tự như giày do Keds sản xuất nhưng có đế dày hơn. Cửa hàng có trưng bày các mẫu giày của ba kiểu giày, có giá từ 2,49 đô la Mỹ đến 4,99 đô la Mỹ, nhưng không có bất kỳ hàng tồn kho nào sẵn sàng để bán và Paul Van Doren không có tiền lẻ để trả cho khách hàng; khách hàng mang giày về nhà và quay lại vào ngày hôm sau để thanh toán.
Logo ván trượt ban đầu của Vans được thiết kế tại Costa Mesa, California, vào những năm 1970 bởi Mark Van Doren, con trai của Chủ tịch và đồng sở hữu lúc bấy giờ là James Van Doren, ở tuổi 13; Thiết kế của Mark là một khuôn tô, cho phép phun sơn logo lên ván trượt của anh ấy. Thiết kế này được tích hợp vào mấu gót trên Kiểu 95, một đôi giày trượt ván đời đầu của Vans. Sở thích trượt ván của Mark là điều đã khiến Vans sản xuất giày trượt ván.
Năm 1976, Vans bắt đầu sử dụng phương châm "Off The Wall", một cụm từ tiếng lóng được sử dụng bởi những người trượt ván khi thực hiện các thủ thuật trong các bể trống. Khoảng thời gian này, Vans đã phát hành Vans Side-stripe và Vans #36, còn được gọi là thiết kế "Old Skool".
Năm 1984, đối mặt với sự cạnh tranh gay gắt và thị trường tràn ngập hàng giả của Vans, Vans đã hạ giá và cuối cùng nộp đơn xin bảo hộ phá sản. Năm 1988, Van Doren và Lee bán công ty cho công ty ngân hàng McCown De Leeuw & Co. với giá 74,4 triệu USD. Năm 1989, nhiều kẻ làm giả Vans đã bị chính phủ Hoa Kỳ và Mexico bắt giữ và ra lệnh ngừng sản xuất.
Đến năm 1991, giày của công ty rất được ưa chuộng do nhu cầu cao và nguồn cung thấp. Công ty mở rộng ra quốc tế; phát hành các mẫu mới, bao gồm cả giày trượt tuyết; và được đổi tên thành Vans, Inc. để phản ánh khách hàng của họ gọi tắt đôi giày là "Vans". Cùng năm đó, Vans lên sàn với giá 14 USD/cổ phiếu trên NASDAQ. Năm 2004, Vans sáp nhập với VF Corporation có trụ sở tại Bắc Carolina. Vào năm 2016, để kỷ niệm 50 năm thành lập, Vans đã phát hành một logo mới và khởi động một chiến dịch nhắm đến nhiều đối tượng hơn. Vào năm 2022, Vans đã ra mắt dòng sản phẩm VR3 mới, trong đó 30% sản phẩm có thể tái tạo, tái chế hoặc tái tạo. VF Corporation sẽ mở rộng bộ sưu tập sản phẩm VR3 sang nhiều danh mục giày dép và may mặc hơn.

## Hình ảnh

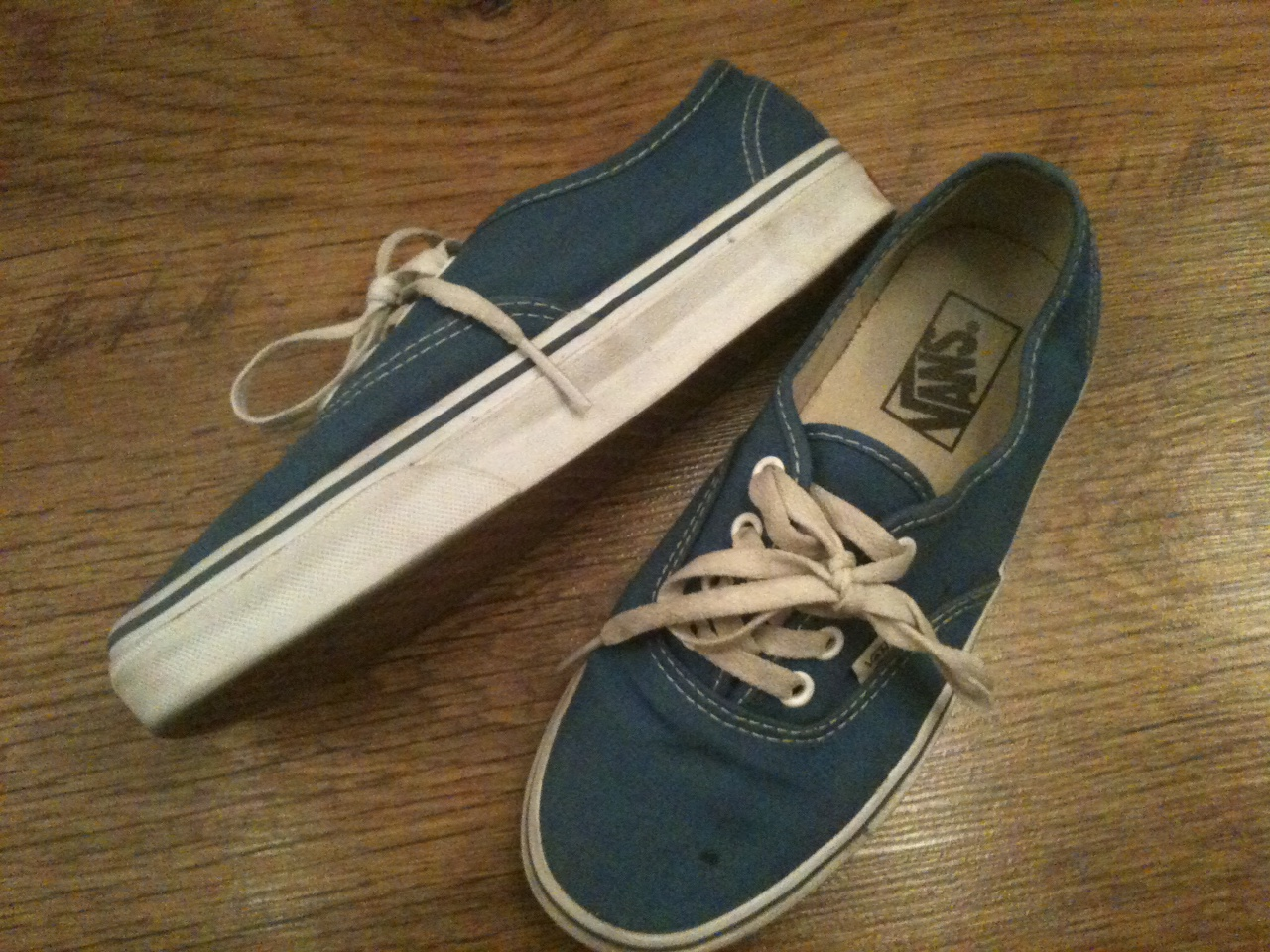
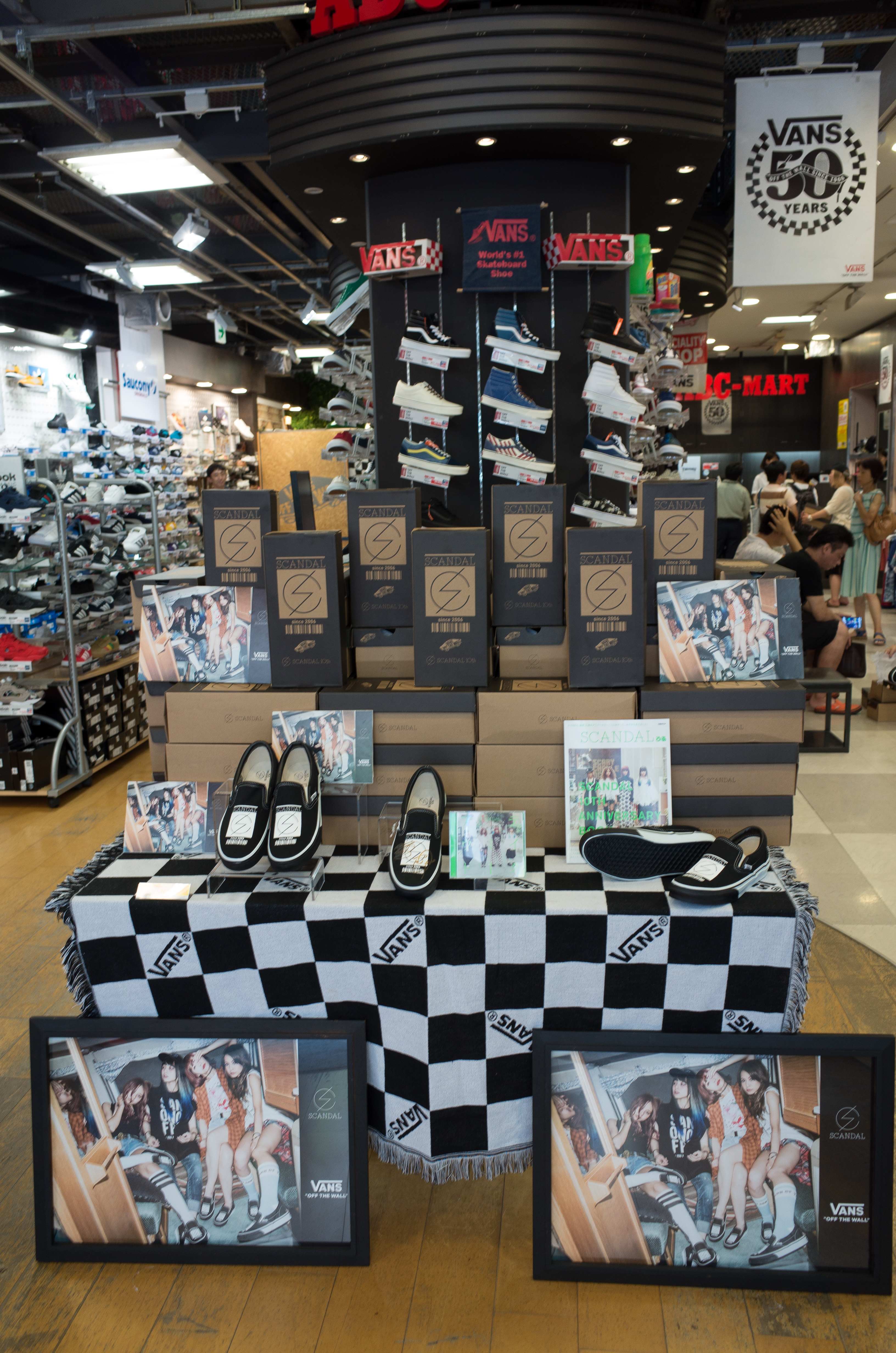
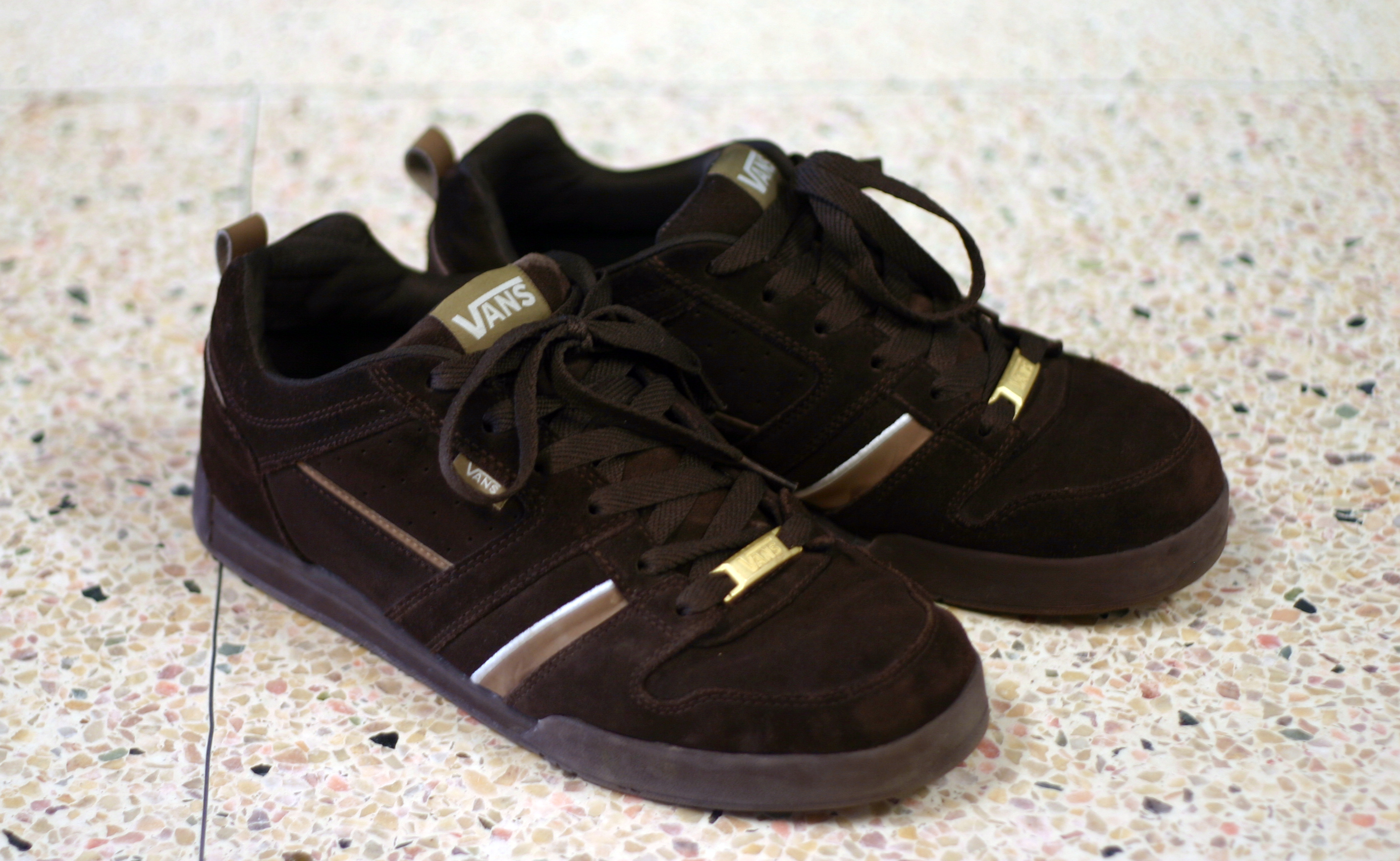
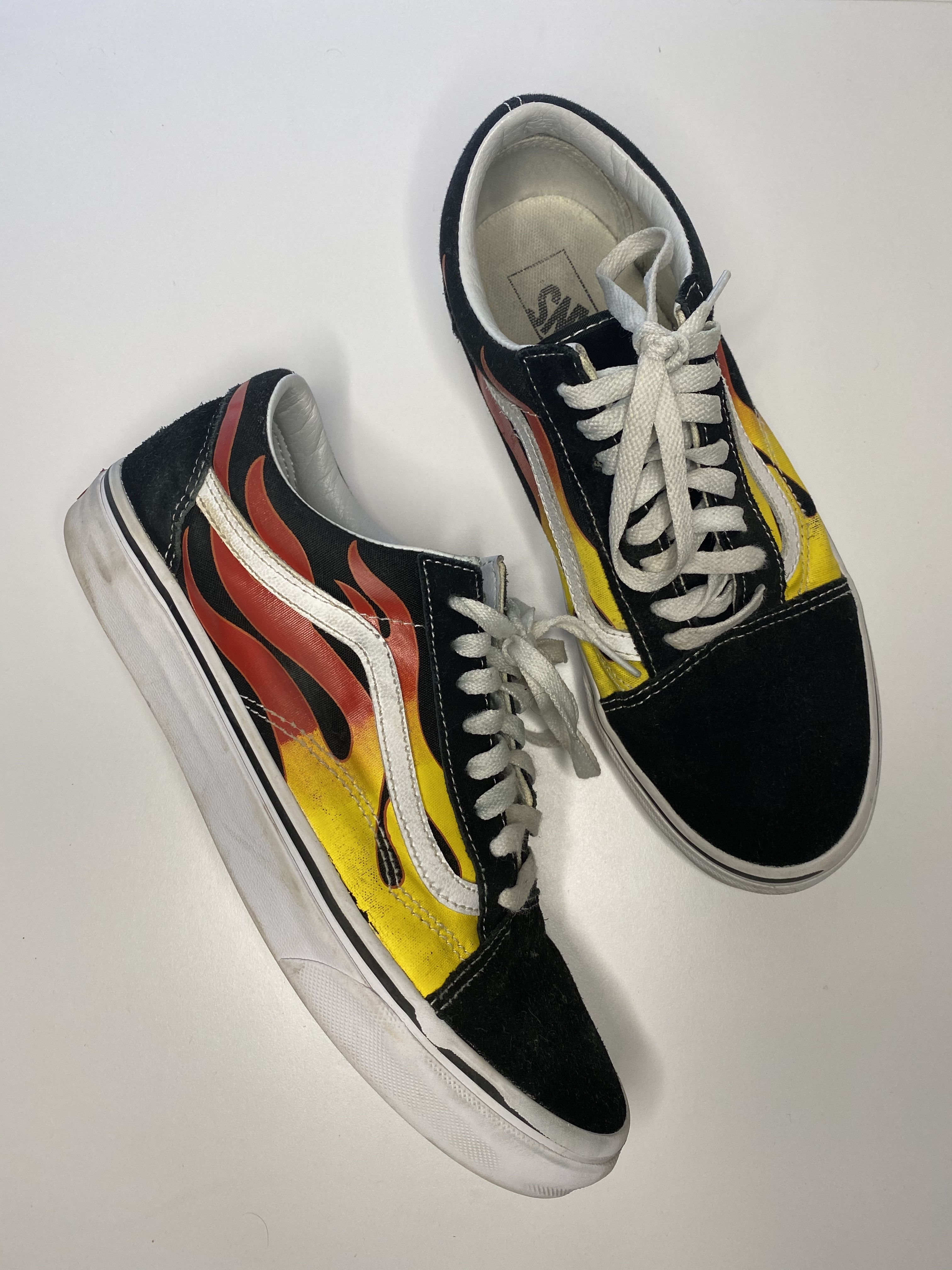
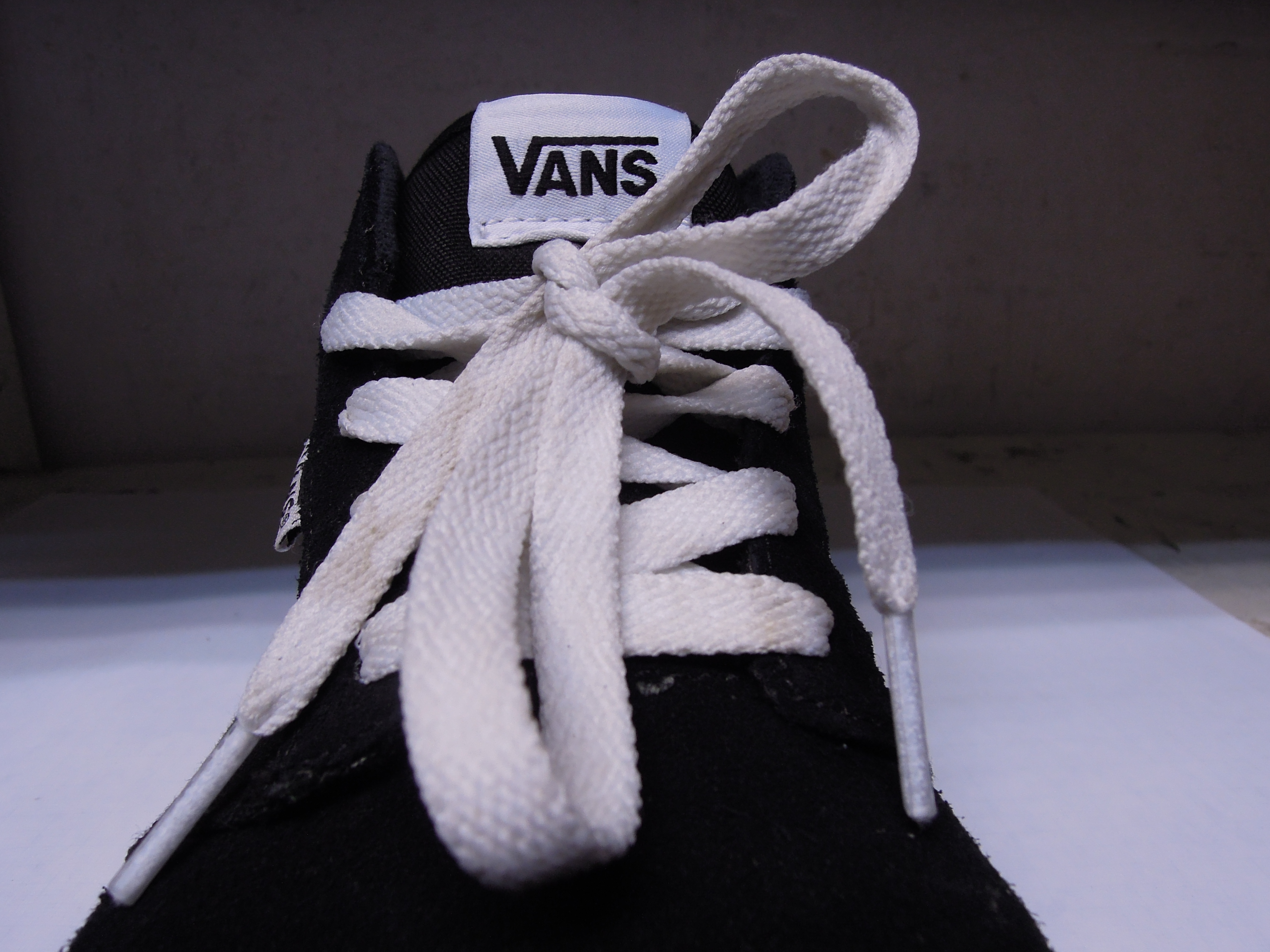
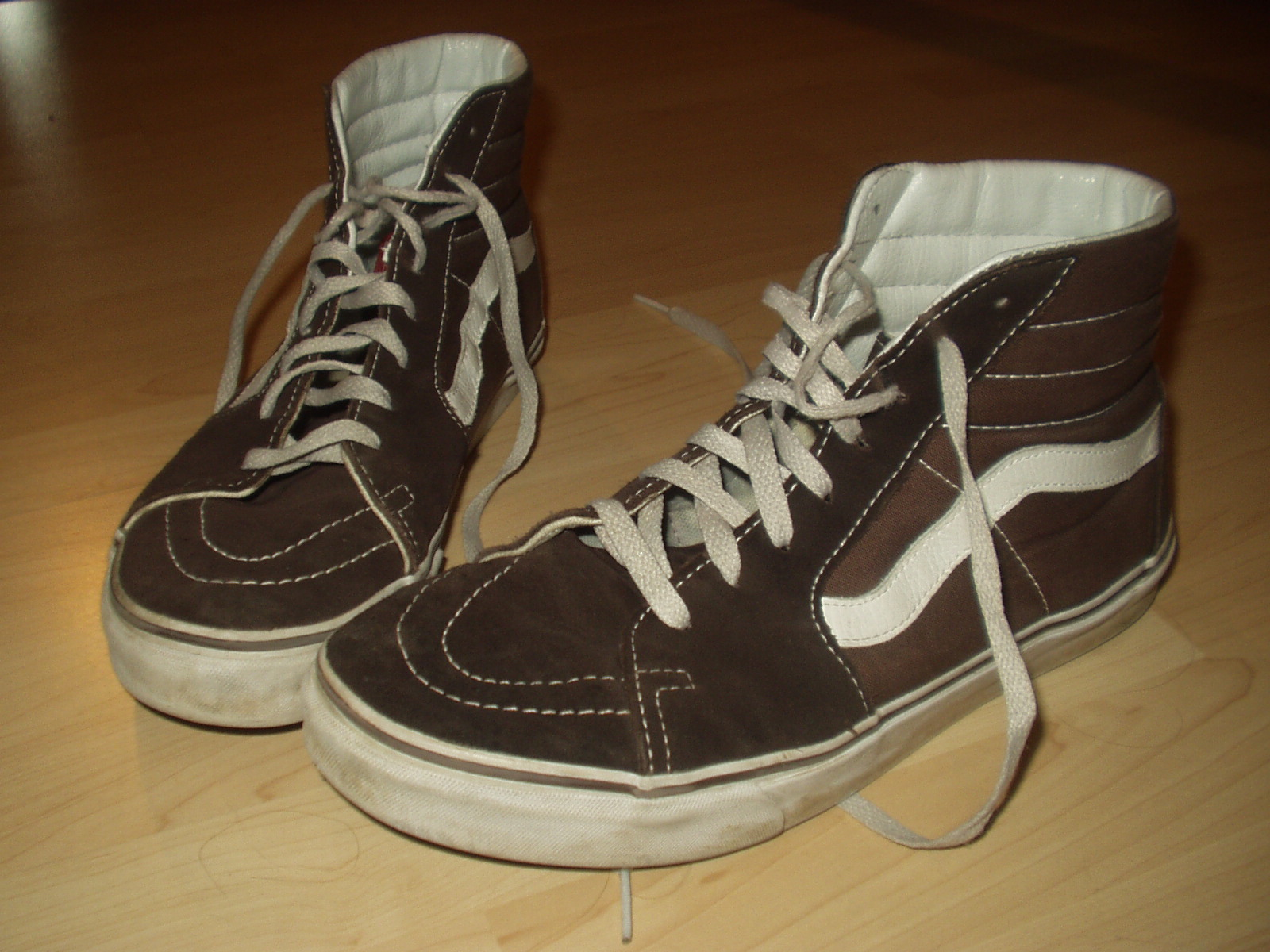